# دامینیک دان

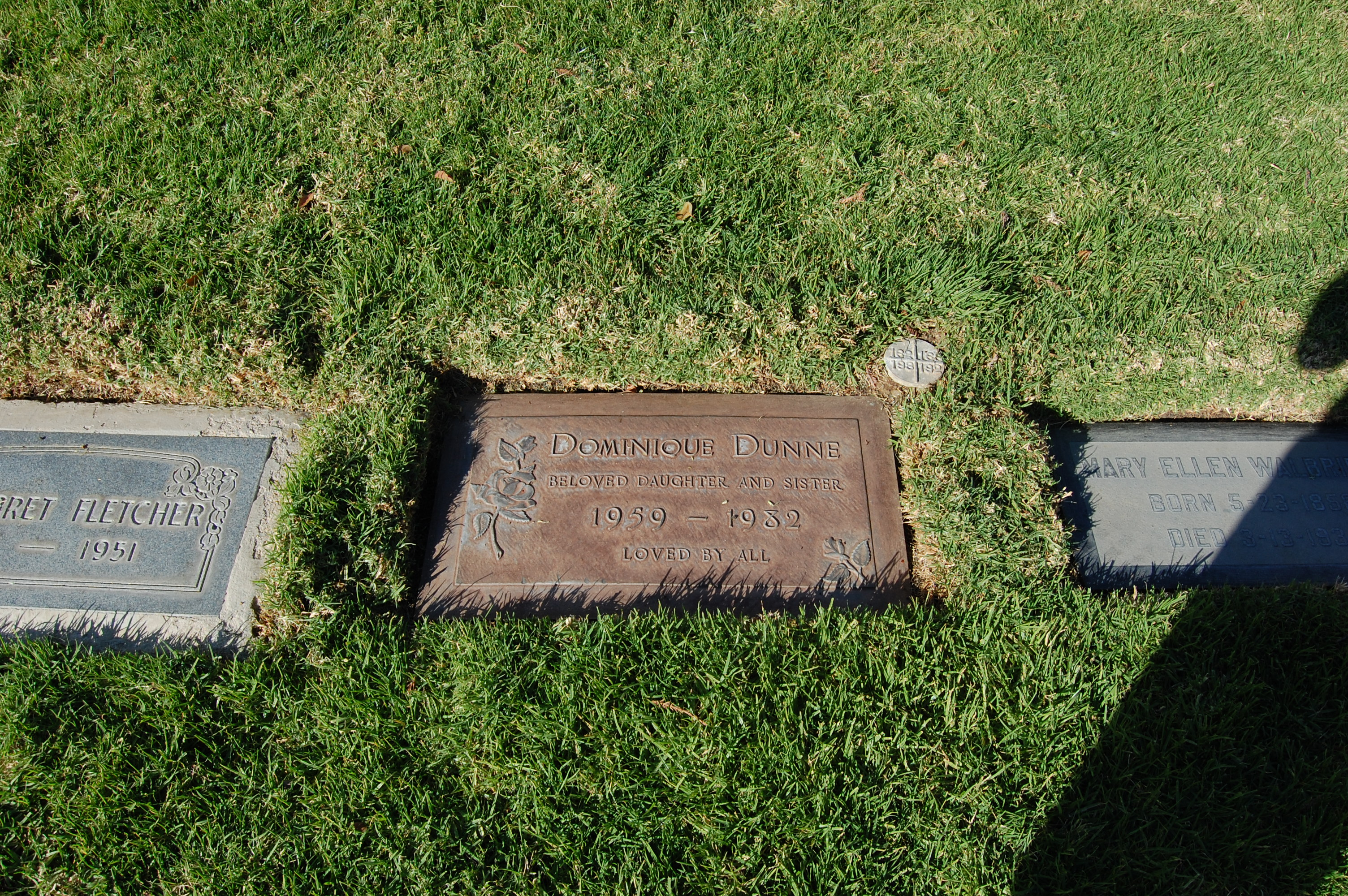

دامینیک دان (انگلیسی: Dominique Dunne؛ ۲۳ نوامبر ۱۹۵۹ – ۴ نوامبر ۱۹۸۲) یک هنرپیشه اهل ایالات متحده آمریکا بود. وی بین سال‌های ۱۹۷۹ تا ۱۹۸۲ میلادی فعالیت می‌کرد.
او در سن ۲۲ سالگی، توسط دوست‌پسر سابقش، در حیاط منزل خود حلق‌آویز و پس از گذراندن پنج روز در کما، دچار مرگ مغزی شد و درگذشت.

## گزیده فیلمشناسی
از فیلم‌ها یا برنامه‌های تلویزیونی که وی در آن نقش داشته‌است می‌توان به آثار زیر اشاره کرد.
- لو گرانت (مجموعه تلویزیونی) (1979–1980)
- ارواح خبیثه (فیلم) (1982)